# Bryan Henning

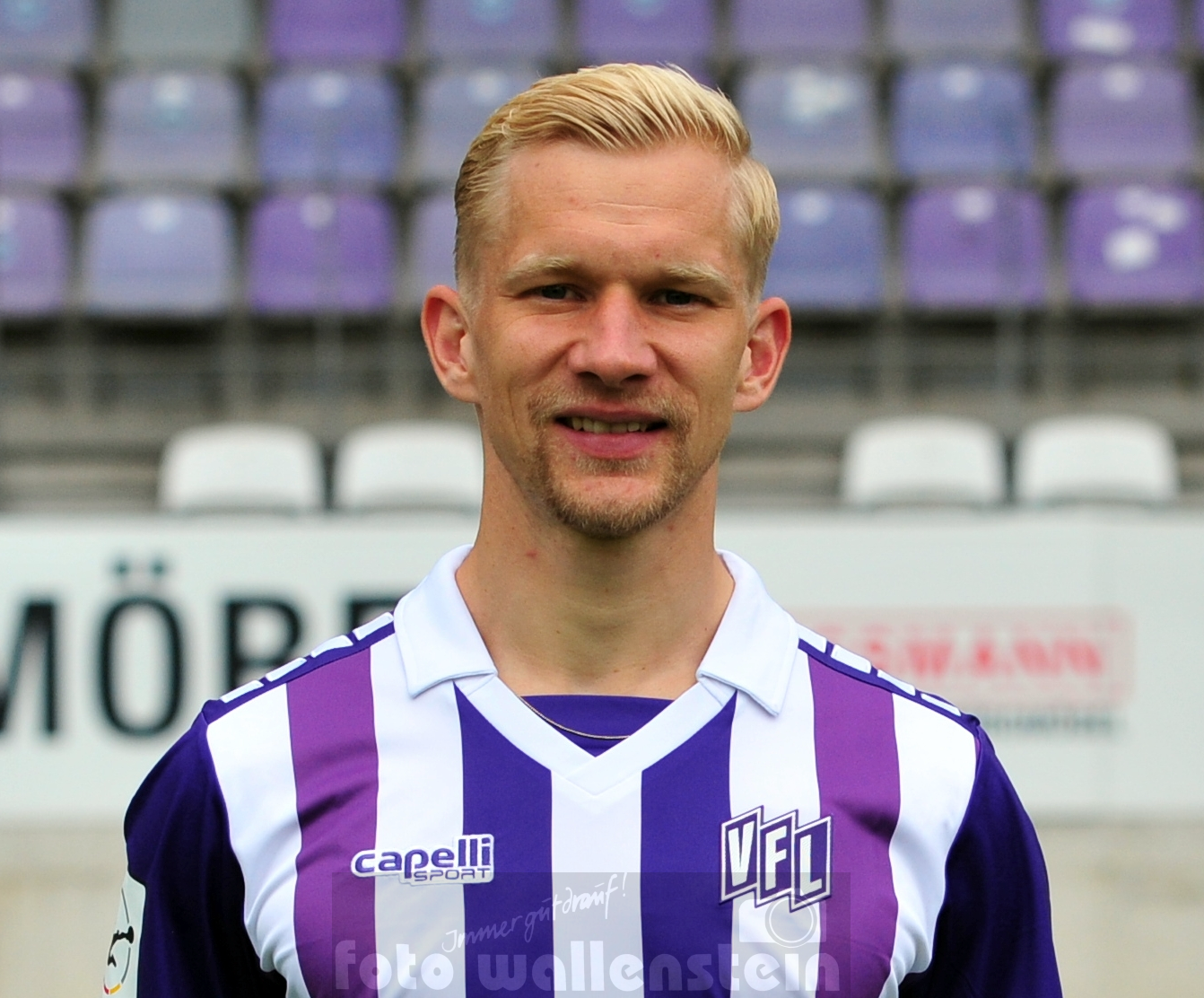
Bryan Henning im Heimtrikot des VfL Osnabrück Saison 2025/26

Bryan Henning (* 16. März 1995 in Berlin) ist ein deutscher Fußballspieler.

## Werdegang
Henning begann das Fußballspielen 2002 in der Jugend des FC Nordost Berlin, bevor er 2008 in die Nachwuchsabteilung des 1. FC Union Berlin wechselte. Dort erhielt er 2014 seinen ersten Profivertrag und spielte in der Saison 2014/15 27 Spiele für die zweite Mannschaft in der Fußball-Regionalliga Nordost. Im Sommer 2015 wechselte er ligaintern zu Hertha BSC und spielte für die dortige zweite Mannschaft 57 Saisonspiele, in denen er drei Tore schoss.
2017 wechselte er in die 3. Liga zu Hansa Rostock. Bereits am 1. Spieltag beim 2:0-Sieg gegen die Sportfreunde Lotte wurde er erstmals in der 67. Minute eingewechselt und schoss auch mit dem 2:0 sein erstes Tor für die Rostocker. Selbiges Tor, erzielt aus 50 Meter Distanz, schaffte es in die Wahl zum Tor des Monats Juli 2017. Henning avancierte unter Trainer Pavel Dotchev zum Stammspieler der Kogge. Von möglichen 38 Spielen wurde er 35 Mal berücksichtigt und traf dabei fünfmal. In der 1. Hauptrunde des DFB-Pokal 2017/18 erhielt er zudem einen Einsatz gegen seinen vorherigen Arbeitgeber Hertha BSC. Henning und die Mannschaft Rostocks verloren gegen den Bundesligisten mit 0:2. Aufgrund zweier Einsätze im Mecklenburg-Vorpommern-Pokal gegen den Penkuner SV und den Greifswalder FC wurde er Landespokalsieger 2018, denn der F.C. Hansa gewann im Endspiel gegen den FC Mecklenburg Schwerin.
Zur Saison 2018/19 wechselte er zum österreichischen Bundesligisten FC Wacker Innsbruck, bei dem er einen bis Juni 2020 laufenden Vertrag erhielt. Mit Wacker musste er zu Saisonende aus der Bundesliga absteigen.
Daraufhin ging Henning zur Saison 2019/20 zurück nach Deutschland zum Zweitligaaufsteiger VfL Osnabrück, bei dem er einen bis Juni 2021 gültigen Vertrag erhielt. Nach dessen Ablauf schloss er sich im Sommer 2021 dem Zweitligaabsteiger Eintracht Braunschweig an.
Zur Saison 2023/24 wechselte der Mittelfeldspieler ablösefrei zum Drittligisten FC Viktoria Köln.
Im Januar 2025 kehrte er zum VfL Osnabrück zurück.

## Erfolge
- Landespokalsieger Mecklenburg-Vorpommern (1): 2018 (mit Hansa Rostock)